# Zurab Datunaszwili
Zurab Datunaszwili gruz. ზურაბ დათუნაშვილი (ur. 18 czerwca 1991 w Tbilisi) – gruziński, a od 2020 roku serbski zapaśnik startujący w stylu klasycznym. Trzykrotny olimpijczyk. Brązowy medalista olimpijski z Tokio 2020 w kategorii 87 kg. Siódmy w Londynie w 2012 w wadze 74 kg i osiemnasty w Rio de Janeiro 2016 w kategorii 75 kg. Mierzy 183 cm wzrostu.
Trenerem Datunaszwiliego jest od 1997 Wiliam Czarazow. Należy do Narodowego Klubu Gruzji.
Mistrz świata w 2021 i 2022; piąty w 2014 i 2017. Złoty medalista mistrzostw Europy w 2016, 2017 i 2021, a srebrny w 2013. Trzeci w indywidualnym Pucharze Świata w 2020. Piąty na igrzyskach europejskich w 2015. Był brązowym medalistą Mistrzostw Europy Juniorów w 2011 w Zrenjaninie w kategorii do 74 kg.
Na Igrzyskach Olimpijskich w Londynie w 2012 dotarł do ćwierćfinału mierząc się z następującymi zawodnikami:
| Zawodnik           | Konkurencja               | Kwalifikacje         | 1/8                 | Ćwierćfinał         | Półfinał         | Repesaż 1        | Repesaż 2        | Finał            | Finał      |
| Zawodnik           | Konkurencja               | Przeciwnik Wynik     | Przeciwnik Wynik    | Przeciwnik Wynik    | Przeciwnik Wynik | Przeciwnik Wynik | Przeciwnik Wynik | Przeciwnik Wynik | Pozycja    |
| ------------------ | ------------------------- | -------------------- | ------------------- | ------------------- | ---------------- | ---------------- | ---------------- | ---------------- | ---------- |
| Zurab Datunaszwili | -74 kg w stylu klasycznym | Kim Jin-hyeok 3–0 PO | Ben Provisor 3–0 PO | Emin Əhmədov 1–3 PP | Nie awansował    | Nie awansował    | Nie awansował    | Nie awansował    | 7. miejsce |